# The Ventures
The Ventures — американський інструментальний гурт, утворений 1958 року у місті Такома, штат Вашингтон, з ініціативи двох музикантів: Дона Вілсона (Don Wilson; нар. 10 лютого 1937, Такома, Вашингтон, США) — гітара, та Боба Богла (Bob Bogle; нар. 16 січня 1937, Портленд, Орегон, США) — гітара, бас. В 2008-му році гурт включений до Зали слави рок-н-ролу. В світі продано понад 100 млн платівок The Ventures.

## Кар'єра
Вілсон та Богл почали виступати разом під назвою The Impacts, а після приєднання до них Нукі Едвардса (Nookie Edwards; 9 травня 1939, Вашингтон, США) — гітара, та Скіпа Мура (Skip Moor) — ударні, вони змінили назву на The Ventures. Квартет дебютував записом «Cookies & Coke», який видали на власній фірмі «Blue Horizon». Незабаром музиканти відкрили для себе твір «Walk Don't Run» Джона Сміта, що походив з альбому Чета Еткінса «Ні Fi In Focus». Цей інструментальний джазовий твір мав прості акорди, однак висунувши на перший план ритм, The Ventures створили дуже динамічне, переконливе звучання, яке не тільки стало їх фірмовим знаком, але й згодом знайшло своє відображення у стилі «серф». Сингл з цією піснею потрапив на друге місце американського чарту і на восьме — британського. Його видали тиражем понад мільйон примірників. Такий успіх повторила і наступна композиція — «Perfidia».
У цей період у гурті відбулися перші зміни складу. Скіпа Мура замінив Хоуї Джонсон (Howie Johnson; 1938 рік), щоправда, він після автокатастрофи 1962 року залишив колег. Тоді до гурту приєднався ударник Мел Тейлор (Mel Taylor).
Серед інших популярних синглів The Ventures були такі: «2000 Pound Bee» (1962), який було записано з використанням новаторської, як на ті часи, гітари з фазом, «The Savage» (1963) з репертуару The Shadows та «Diamond Head» (1965), який найбільшої слави здобув у виконанні Beach Boys. The Ventures стабільно трималися на чолі найпопулярніших гуртів завдяки своєму вмінню встигати за модою, що найвиразніше помітно на таких альбомах, як: «The Ventures (Batman Theme)», «Super Psychedelics» та «Underground Fire». Однак гурт ніколи надмірно не відхилявся від обраного від самого початку діяльності напрямку.
1968 року Едвардс залишив The Ventures і розпочав сольну кар'єру, а на його місце прийшов сесійний гітарист Джеррі Макгі (Jerry McGee), який до цього співпрацював з Елвісом Преслі, The Monkees та Крісом Крістофферсоном. До гурту також приєднався клавішних Сенді Лі (Sandy Lee), якого незабаром замінив Джонні Даррілл (Johnny Durrill). 1969 року їх пісня «Hawaii Five — 0» з популярного кримінального серіалу піднялась до четвертого місця, а гурт залишався дуже популярним, особливо у Японії, де мав велику кількість фанатичних прихильників.
Концертні турне у 1970-х роках доповнювалися різними записами, а кілька творів ставали навіть двічі хітами — в інструментальній та вокальній версіях. Коли гурт залишили Тейлор, Макгі та Доррілл, до трійці, що залишилася, приєднався ударник Джо Бейріл (Jo Barile). Попри труднощі з клавішними та вокальними партіями, The Ventures продовжили свою плідну кар'єру. Надалі у музичному плані гурт орієнтувався на модні течії, а дякуючи утворенню власної фірми «Tridex» він отримав творчу незалежність.
1972 року Едвардс повернувся до The Ventures, a 1981 року до Богла, Вілсона та Едвардса приєднався Тейлор.

## Дискографія
- 1960: Walk, Don't Run
- 1961: The Ventures
- 1961: Another Smash!!!
- 1961: The Colorful Ventures

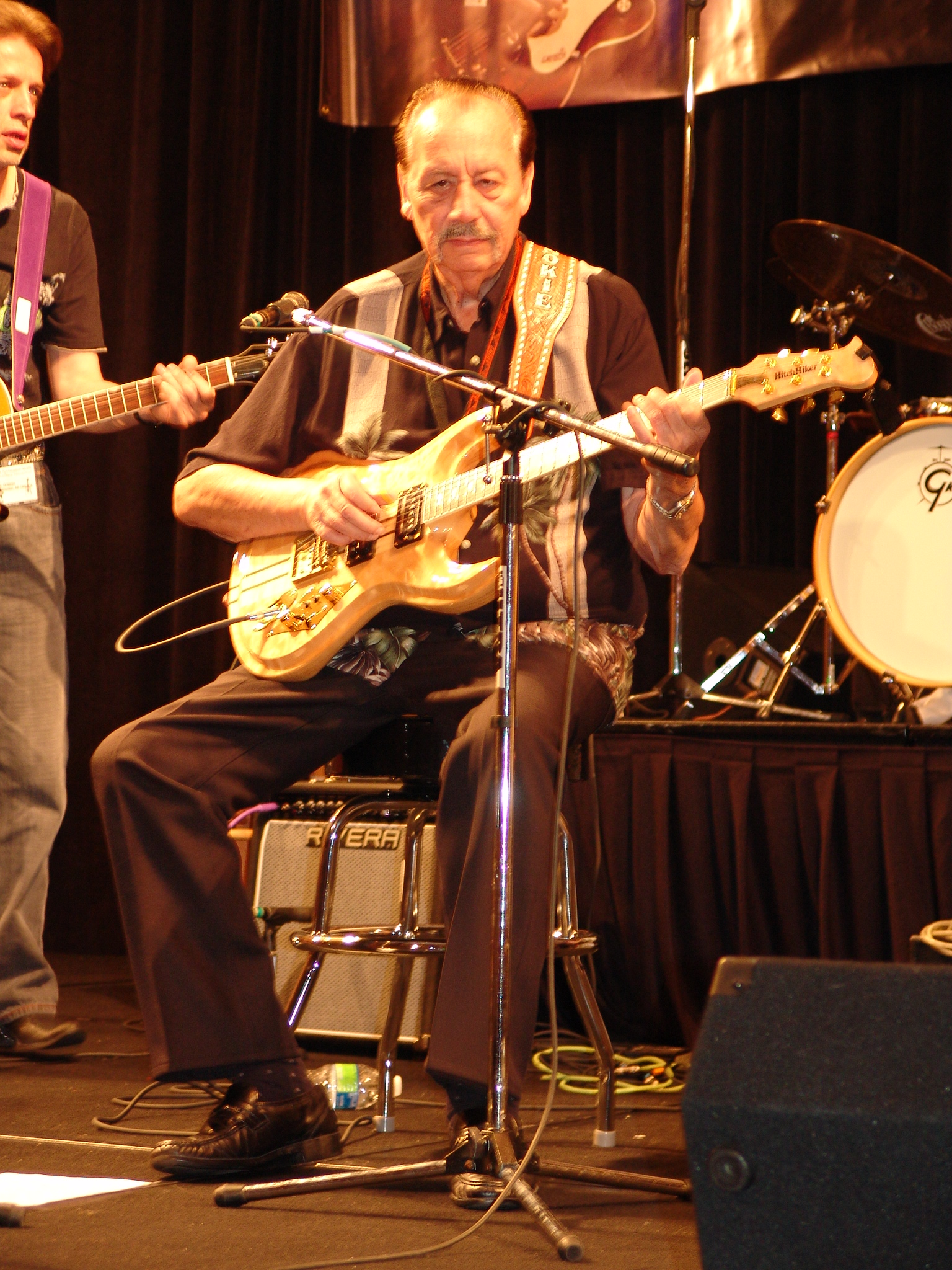
Нукі Едвардс, 2009 рік

- 1962: Twist With The Ventures або The Ventures — Dance
- 1962: Twist Party Volume 2 або Dance With The Ventures
- 1962: Mashed Patatoes & Gravy або The Ventures' Beach Party
- 1962: Going To The Ventures Dance Party!
- 1962: The Ventures Play Telstar & The Lonely Bull
- 1963: The Ventures Surfing
- 1963: The Ventures Play The Country Classics або І Walk The Line
- 1963: Let's Go!
- 1964: The Ventures In Space
- 1964: The Fabulous Ventures
- 1964: Walk, Don't Run, Volume 2
- 1964: Knock Me Out!
- 1965: On Stage
- 1965: Play Guitar With The Ventures
- 1965: The Ventures In Japan
- 1965: The Ventures A Go-Go
- 1965: The Ventures Christmas Album
- 1966: Where The Action Is
- 1966: All About The Ventures
- 1966: Batman Theme
- 1966: Go With The Ventures
- 1966: Wild Things!
- 1966: Running Strong
- 1966: The Versatile Ventures
- 1967: Guitar Freakout або Revolving Sounds
- 1967: The Ventures On Stage Encore
- 1967: Pops In Japan
- 1967: Super Psychedelics або Changing Times
- 1967: $1000000 Weekend
- 1967: Golden Greats By The Ventures
- 1968: Rights Of Fantasy
- 1968: The Ventures Live Again
- 1968: Pops In Japan
- 1968: The Horse або The Ventures On The Scene
- 1968: The Ventures In Tokyo'68
- 1969: Underground Five
- 1969: Hawaii Five-O
- 1969: Swamp Rock
- 1969: Superground
- 1970: More Golden Greats
- 1970: 10th Anniversary Album
- 1970: Live! The Ventures
- 1970: Golden Pops
- 1971: A Decade With The Ventures
- 1971: New Testament
- 1971: Theme From Shaft
- 1971: The Ventures
- 1971: Pops In Japan
- 1972: Joy — The Ventures Play The Classics
- 1972: Rock'n'Roll Forever
- 1972: The Ventures On Stage'72
- 1973: The Ventures On Stage'73
- 1973: Only Hits
- 1973: Pops In Japan'73
- 1974: The Ventures On Stage'74
- 1974: The Jim Croce Songbook
- 1974: The Ventures Play The Carpenters
- 1974: Legendary Masters
- 1975: 15th Anniversary Album: 15 Years Of Japanese Pops
- 1975: The Very Best Of The Ventures
- 1975: Now Playing
- 1976: Hollywood Yuya Meets The Ventures
- 1976: The Ventures On Stage'76
- 1976: The New Ventures: Rocky Road
- 1976: The Early Sounds Of The Ventures
- 1977: TV Themes
- 1977: Live In Japan'77
- 1978: The Ventures On Stage'78
- 1978: Latin Album
- 1980: The Ventures Original Four
- 1980: Chameleon
- 1980: Super Live'80
- 1980: Ventures' Rare Collections For Great Collectors Only
- 1980: Best 10 Volume Two
- 1981: The Ventures
- 1981: Greatest Hits
- 1981: 60's Pops
- 1981: Tokyo Callin' 60's Pops Of Japan
- 1981: Pops In Japan'81
- 1982: St. Louis Memory
- 1982: The Last Album On Liberty
- 1983: Stars On Guitars
- 1983: The Ventures Today
- 1983: Twenty Rock'n'Roll Hits: The Ventures
- 1986: Collection: The Ventures
- 1987: The Best Of The Ventures
- 1987: NASA's 25th Anniversary CommernorativeAbum
- 1988: Radical Guitars
- 1990: Walk Don't Run — The Best Of The Ventures.

## Цікаві факти
У країнах колишнього СРСР музика The Ventures була широко відома кількома композиціями: «Vibrations» з альбому Super Psychedelics (1967) використовувалась в заставці телепередачі «Міжнародна панорама»; «El Bimbo» з альбому Driving Guitars (1984, також відома у виконанні Гранд-оркестру Поля Моріа), «Caravan» та «Wheels» — в мультфільмі «Ну, постривай!». Композиція «Vibrations» збігається з музикою Григорія Китастого до слів Івана Багряного "Пісня про Тютюнника", написаної і вперше виконаної в таборі для переміщених осіб м. Майнц-Кастель 24 липня 1946 року. Згодом пісня про героя Зимового походу УНР Юрія Тютюнника широко розійшлася в середовищі північноамериканських емігрантів з України, завдяки чому і потрапила до Дона Вілсона.